# Matilda Ziegler
Matilda Ziegler (Ashford, 23 luglio 1964) è un'attrice britannica, nota per aver interpretato il ruolo della signorina Kubilibilik nella sitcom Summer in Transylvania e di Irma Gobb, la fidanzata di Mr. Bean nell'omonima sitcom.

## Biografia

### Cinema e televisione
Il suo primo ruolo sullo schermo fu nei suoi primi vent'anni, tra il 1987 e il 1989, apparve nella soap opera EastEnders, interpretando Donna Ludlow, la figlia illegittima di Kathy Beale (Gillian Taylforth). Dopo aver lasciato EastEnders nell'aprile 1989, ha continuato a recitare nella sitcom Mr. Bean dove ha interpretato diversi personaggi, uno in particolare è stata quella di Irma Gobb, la fidanzata di lunga data del protagonista.
Altri crediti televisivi includono Lark Rise to Candleford (2006-2010) in cui ha interpretato la parte di Pearl Pratt, nell'adattamento della BBC del romanzo di Flora Thompson. Harbour Lights (1999); Where the Heart Is (2000); Holby City (2003); An Unsuitable Job for a Woman (1998), il poliziesco Metropolitan Police (2003) e Home, al fianco di Anthony Sher in un adattamento del romanzo di J. G. Ballard.
Nella sitcom svizzera Swiss Toni (2003-04) ha interpretato Ruth, moglie del venditore di auto. È apparsa anche nel dramma vincitore del BAFTA, Sex Traffic (2004). Nel 2005 ha interpretato Christine Miller nella quarta serie di The Inspector Lynley Mysteries, e nel 2007 ha recitato nella soap opera medica Doctors della BBC Birmingham/BBC One. È apparsa in Outnumbered e Delitti in Paradiso (2013).
Nel 2015 è apparsa in un episodio di Foyle's War, L'amore e la vita - Call the Midwife. Riprende il suo ruolo di Irma Gobb doppiandola nella serie animata di Mr. Bean, a partire dal 2002 al 2004, e nella serie rianimata dal 2015 fino ad oggi. I ruoli cinematografici includono Decadence (1994), Jilting Joe (1998), City Slacker (2012) e The Rhythm Section (2020) dove interpreta la madre di Blake Lively.

### Teatro e radio
È apparsa in molte produzioni teatrali, tra cui La dodicesima notte per la Royal Shakespeare Company (2001); la versione teatrale di Mr. Bean; Women Laughing al Royal Court Theatre; Volpone, Inadmissible Evidence e Machinal, tutti al Royal National Theatre; Con Loretta e The Memory Of Water, entrambi all'Hampstead Theatre; La donna del mare, e ha anche interpretato Sheila Birling nella pluripremiata produzione di Stephen Daldry An Inspector Calls all'Aldwych Theatre e per il tour australiano della produzione, insieme a Lady Sneerwell nella produzione 2011 di Deborah Warner di The School for Scandal at the Barbican Centre.
Recentemente è apparsa in Downstate a Chicago e al National Theatre, una coproduzione con la Steppenwolf Theatre Company. Il suo lavoro radiofonico ha incluso il ruolo della dottoressa Ruth Anderson nella serie Rigor Mortis (2004-06) . Ha anche recitato in  Giles Wemmbley-Hogg Goes Off  nel 2010, e come nel ruolo della principessa Theresa del Liechtenstein nella quarta serie di Cabin Pressure del 2013, un ruolo che ha ripreso per l'ultimo episodio dello show nel 2014.
In precedenza aveva interpretato un controllore del traffico aereo e un paramedico nel secondo episodio della prima serie. Nel 2002 si è esibita in un ruolo drammato nella serie radiofonica Meet Mr Mulliner di P. G. Wodehouse. Nel 2015 ha diretto la produzione della Norwich School de The Cherry Orchard. Nel 2017 è apparsa in People Places and Things, diretto da Jeremy Herrin.

## Vita privata
Nel luglio del 2004, Matilda Ziegler sposa l'attore Louis Hilyer; hanno 3 figli.

## Filmografia

### Cinema
- Decadence, regia di Steven Berkoff (1994)
- Il giorno del matrimonio (Jilting Joe), regia di Dan Zeff (1998)
- City Slacker, regia di James Larkin (2012)
- The Rhythm Section, regia di Reed Morano (2020)
- Living, regia di Oliver Hermanus (2022)

### Televisione
- EastEnders – serie TV, 121 episodi (1987-1989)
- Mr. Bean – serie TV, 4 episodi (1990-1992)
- My Good Friend – serie TV, 7 episodi (1995)
- In Suspicious Circumstances – serie TV, episodio 5x09 (1996)
- Casualty – serie TV, episodio 11x16 (1996)
- Mr. White Goes to Westminster, regia di Guy Jenkin – film TV (1997)
- An Unsuitable Job for a Woman – serie TV, episodio 1x02 (1998)
- Harbour Lights – serie TV, 10 episodi (1999)
- Where the Heart Is – serie TV, episodio 4x02 (2000)
- Too Much Sun – serie TV, 6 episodi (2000)
- Armadillo – serie TV, episodio 1x02 (2001)
- Holby City – serie TV, episodio 5x19 (2003)
- Killing Hitler, regia di Jeremy Lovering – film TV (2003)
- Metropolitan Police (The Bill) – serie TV, episodi 9x60-19x57-19x58 (1993-2003)
- Home, regia di Richard Curson Smith – film TV (2003)
- Altro che caffè (Family Business) – serie TV, episodio 1x03 (2004)
- 15 Storeys High – serie TV, episodio 2x06 (2004)
- Swiss Toni – serie TV, 15 episodi (2003-2004)
- Sex Traffic – miniserie TV, (2004)
- The Inspector Lynley Mysteries – serie TV, episodi 4x03-4x04 (2005)
- Outnumbered – serie TV, episodio 1x04 (2007)
- Lead Balloon – serie TV, episodio 2x03 (2007)
- Summer in Transylvania – serie TV, episodi 1x01-1x05 (2010)
- Doctors – serie TV, 8 episodi (2007-2010)
- Lark Rise to Candleford – serie TV, 36 episodi (2008-2011)
- Lewis – serie TV, episodio 6x01 (2012)
- The Poison Tree – miniserie TV, (2012)
- Delitti in Paradiso (Death in Paradise) – serie TV, episodio 2x06 (2013)
- Vera – serie TV, episodio 3x03 (2013)
- Foyle's War – serie TV, episodio 8x02 (2015)
- L'amore e la vita - Call the Midwife (Call the Midwife) – serie TV, episodio 4x06 (2015)
- L'alienista (The Alienist) – serie TV, episodio 2x07 (2020)
- The Girlfriend Experience – serie TV, episodi 3x04-3x10 (2021)
- Miss Scarlet and the Duke – serie TV, episodio 2x03 (2022)
- Maternal – serie TV, episodi 1x01-1x02 (2023)
- The Diplomat – serie TV, episodio 1x07 (2023)

## Doppiatrici italiane
- Antonella Baldini in Summer in Transylvania
- Rossella Acerbo in Mr. Bean (serie animata) (Stagione 2)